# 福隆县 (古代)
福隆县（越南语：／），是越南廣南國和阮朝時期的一个县。主要位於今天的同奈省、平陽省和巴地頭頓省。
正和十九年（1698年），阮主阮福淍派阮有鏡攻略真臘，佔領同狔和柴棍，設置嘉定府。在鹿野處（即同狔，清人稱作農耐）設立福隆縣，隸屬嘉定府。
嘉隆七年（1808年），升福隆縣為福隆府，隸屬邊和鎮。